# Wisselschakelaar

Standaardsymbool van een wisselschakelaar

Schakelschema van een wisselschakelaar

Een wisselschakelaar is een schakelaar met drie contacten, namelijk één moedercontact (COM, van het Engelse common = gemeenschappelijk) en twee wisselcontacten (L1 en L2). Afhankelijk van de stand van de schakelaar is COM met L1 ofwel met L2 verbonden. Met een wisselschakelaar kan een stroomkring worden geopend, terwijl een andere wordt gesloten.
De bij lichtschakelingen toegepaste wisselschakelaar wordt ook wel  universeelschakelaar genoemd, omdat hij doorgaans ook wordt toegepast als enkelpolige schakelaar, die om economische redenen vrijwel niet meer wordt geproduceerd.
Met twee wisselschakelaars in cascade wordt in een wisselschakeling een lichtpunt op twee plaatsen bedienbaar gemaakt. De wisselschakelaar kan ook in combinatie met de kruisschakelaar gebruikt worden. Een voorbeeld daarvan is te vinden bij wisselschakeling.
Het COM-contact is met name bij lichtschakelaars gewoonlijk gemarkeerd door:
- een afwijkende kleur van de aansluitklem
- de letter P (van Parent), of L (van Live)

De bovenste afbeelding hiernaast toont het standaardsymbool van een wisselschakelaar zoals deze wordt weergegeven op een installatietekening. Daaronder staat het schakelschema, deze tekenwijze wordt vaak toegepast bij een stroomkring- of bedradingsschema.
Behalve de gewone wisselschakelaar kent men de controle wisselschakelaar, de wissel/wisselschakelaar en de dubbelpolige wisselschakelaar:
- De controle wisselschakelaar is voorzien van een ingebouwd signaallampje (controlelampje). De schakelaar heeft een extra aansluitklem voor de nuldraad. Deze schakelaar wordt meestal toegepast op plaatsen waar geen rechtstreeks zicht is op de te schakelen verbruiker.
- De wissel/wisselschakelaar (ook wel dubbelwisselschakelaar genoemd) bestaat uit twee afzonderlijke wisselschakelaars in één enkele behuizing. De schakelaar heeft twee schakelknoppen en is voorzien van zes aansluitklemmen.
- De dubbelpolige wisselschakelaar bezit eveneens zes aansluitklemmen, hij heeft echter slechts één schakelknop. Hij bestaat in feite uit twee mechanisch gekoppelde enkelvoudige wisselschakelaars.